# Kanton Château-Arnoux-Saint-Auban
Château-Arnoux-Saint-Auban is een kanton van het Franse departement Alpes-de-Haute-Provence. Het kanton maakt deel uit van de arrondissementen Digne-les-Bains en Forcalquier.

Het telt 12.481 inwoners in 2018.

Het kanton werd gevormd ingevolge het decreet van 24 februari 2014 met uitwerking op 22 maart 2015.

## Gemeenten
Het kanton omvat volgende 8  gemeenten:
- Aubignosc
- Château-Arnoux-Saint-Auban
- Châteauneuf-Val-Saint-Donat
- L'Escale
- Ganagobie
- Montfort
- Peyruis
- Volonne